# 草原鼢鼠
草原鼢鼠（学名：Myospalax aspalax）为鼴形鼠科鼢鼠属的动物。在中国大陆，分布于黑龙江、内蒙古、河北、山西、辽宁、吉林等地，多生活于草原、耕地。该物种的模式产地在外贝加尔地区达乌尔。